# Bass Lake (California)
Bass Lake es un lugar designado por el censo ubicado en el condado de Madera en el estado estadounidense de California. En el año 2010 tenía una población de 527 habitantes.